# The Eddy
The Eddy är en brittisk musikal- och dramaserie från 2020. Serien är bland annat regisserad av Damian Chazelle, Laïla Marrakchi och Alan Poul. Första säsongen består av åtta avsnitt.  
Den svenska premiären är planerad till den 8 maj 2020 på Netflix.

## Handling
Serien handlar om jazzklubbsägaren Elliot Udo. Udo var tidigare var en hyllad musiker och driver nu jazzklubben "The Eddy" i Paris. Udo har problem med att hålla jazzklubben flytande ekonomiskt och det är även en del problem med husbandet.

## Rollista (i urval)
| André Holland    | – Elliot Udo |
| Joanna Kulig     | – Maja       |
| Amandla Stenberg | – Julie      |
| Tahar Rahim      | – Farid      |
| Leïla Bekhti     | – Amira      |